# Bensu Soral
Bensu Soral Baş (İnegöl, 23 de marzo de 1991) es una actriz y modelo turca.

## Biografía
Bensu Soral nació el 23 de marzo de 1991 en İnegöl, en la provincia de Bursa (Turquía), de madre Sebahat Soral y padre Hamdi Soral, ambos de origen albanés. Tiene una hermana mayor llamada Hande (también actriz) y un hermano gemelo llamado Bedirhan.

## Carrera
Bensu Soral se graduó en la escuela secundaria de Anatolia İnegöl Turgutalp y luego decidió estudiar gráfica en la facultad de bellas artes de la Universidad de Mármara. En 2011 tomó lecciones de actuación en el teatro público de Estambul (Istanbul Halk Tiyatrosu). Al año siguiente, en 2012, con el apoyo de su hermana Hande, comenzó su carrera como actriz después de ser elegida como Ayşe en la serie emitida en TRT 1 Yol Ayrımı. En 2013 y 2014 interpretó el papel de Müge en la serie emitida en Kanal D Vicdan. En 2014 interpretó el papel de Miray en la serie emitida en Kanal D Boynu Bükükler.
En 2015 interpretó el papel de Aslı en la serie emitida en Star TV Tatli Küçük Yalancilar. Al año siguiente, en 2016, fue la cara del comercial de Max Factor. En 2016 y 2017 se unió al elenco de la serie emitida en Show TV İçerde, en el papel de Melek Yılmaz. En 2017 prestó su voz al personaje de Nazlı en la película Doru dirigida por Can Soysal. En el mismo año fue la cara del comercial de Mavi. En 2018 participó en el comercial de Defacto. Al año siguiente, en 2019, fue la cara del comercial de Koton. En el mismo año interpretó el papel de Nazlı Noyan en la película Organize İşler: Sazan Sarmalı dirigida por Yılmaz Erdoğan. En 2020 fue el rostro del comercial Clear.
En 2021 interpretó el papel de Meryem en la película turco-iraquí Mevlana Mest-i Aşk dirigida por Hassan Fathi, que protagonizó junto a actores como Parsa Piruzfar, Şahab Hüseyni, Hesam Manzour, İbrahim Çelikkol, Halit Ergenç y Hande Erçel. En el mismo año se unió al elenco de la serie emitida en Show TV Cam Tavanlar, en el papel de Leyla y fue la cara del comercial de Firee Fire. En 2022 interpretó el papel de Azra en la película de Netflix Özel Ders dirigida por Kivanç Baruönü. En 2022 y 2023 fue elegida para interpretar el papel de la protagonista Ceren Gümüşay en la serie emitida en TV8 Tuzak.

## Vida personal
Bensu Soral desde el 29 de septiembre de 2018 está casada con el productor de cine Hakan Baş.

## Filmografía

### Actriz

#### Cine
| Año  | Título                        | Personaje   | Director       |
| ---- | ----------------------------- | ----------- | -------------- |
| 2019 | Organize İşler: Sazan Sarmalı | Nazlı Noyan | Yılmaz Erdoğan |
| 2021 | Mevlana Mest-i Aşk            | Meryem      | Hassan Fathi   |
| 2022 | Özel Ders                     | Azra        | Kivanç Baruönü |

#### Televisión
| Año       | Título                 | Personaje     | Cadeña  | Notas       |
| --------- | ---------------------- | ------------- | ------- | ----------- |
| 2012      | Yol Ayrımı             | Ayşe          | TRT 1   |             |
| 2013-2014 | Vicdan                 | Müge          | Kanal D | 7 episodes  |
| 2014      | Boynu Bükükler         | Miray         | Kanal D | 7 episodes  |
| 2015      | Tatli Küçük Yalancilar | Aslı          | Star TV | 13 episodes |
| 2016-2017 | İçerde                 | Melek Yılmaz  | Show TV | 32 episodes |
| 2021      | Cam Tavanlar           | Leyla         | Show TV | 8 episodes  |
| 2022-2023 | Tuzak                  | Ceren Gümüşay | TV8     | 26 episodes |

### Actriz de voz

#### Cine
| Año  | Título | Personaje | Director   |
| ---- | ------ | --------- | ---------- |
| 2017 | Doru   | Nazlı     | Can Soysal |

## Comerciales
| Año  | Título     |
| ---- | ---------- |
| 2016 | Max Factor |
| 2017 | Mavi       |
| 2018 | Defacto    |
| 2019 | Koton      |
| 2020 | Clear      |
| 2021 | Firee Fire |

## Premios y reconocimientos
| Año  | Premio                            | Categoría                                      | Trabajo                       | Resultado | Notas                               |
| ---- | --------------------------------- | ---------------------------------------------- | ----------------------------- | --------- | ----------------------------------- |
| 2015 | Pantene Golden Butterfly Awards   | Estrella naciente                              |                               | Ganadora  | Junto con Nilay Deniz y Hande Erçel |
| 2017 | Pantene Golden Butterfly Awards   | Mejor actriz                                   | İçerde                        | Nominada  |                                     |
| 2017 | Pantene Golden Butterfly Awards   | Mejor pareja de televisión                     | İçerde                        | Nominada  | Junto con Çağatay Ulusoy            |
| 2020 | Golden Palm Awards                | Mejor actriz de cine                           | Organize İşler: Sazan Sarmalı | Nominada  |                                     |
| 2020 | International Izmir Film Festival | Mejor actriz de cine                           | Organize İşler: Sazan Sarmalı | Nominada  |                                     |
| 2020 | Turkey Youth Awards               | Mejor actriz de cine                           | Organize İşler: Sazan Sarmalı | Nominada  |                                     |
| 2021 | Pantene Golden Butterfly Awards   | Mejor actriz en una serie de comedia romántica | Cam Tavanlar                  | Nominada  |                                     |
| 2021 | Pantene Golden Butterfly Awards   | Mejor pareja de televisión                     | Cam Tavanlar                  | Nominada  | Junto con Kubilay Aka               |